# Imrich Magdoško
Imrich Magdoško (* 29. září 1941 Marhaň) je bývalý slovenský fotbalista, trenér, činovník a delegát Slovenského fotbalového svazu. Aktivně se věnoval také stolnímu tenisu, lyžování a lednímu hokeji. Dlouhá léta byl rozhodčím v nejvyšších slovenských soutěžích v ledním hokeji.

## Hráčská kariéra
Začínal v rodné Marhani a v dorosteneckém věku hrál v Badíně (studoval v Banské Bystrici). Během ZVS nastupoval za Duklu Mariánské Lázně a poté se stal hráčem Partizánu Bardejov. Působil také v Tesle Stropkov a Lokomotívě Spišská Nová Ves.
V československé lize hrál za TJ Tatran Prešov v jednom zápase, aniž by skóroval. Toto utkání se hrálo v neděli 4. dubna 1965 v Kladně a domácí TJ SONP je vyhrála 1:0 (poločas 0:0) brankou Ladislava Bártíka z pokutového kopu ze 47. minuty.
Poté nastupoval za Spartak Vihorlat Snina a Odevu Svidník. Ve druhé polovině šedesátých let 20. století přestoupil do Tatranu Liptovský Mikuláš, kde působil až do 70. let. Kariéru uzavřel v první polovině 80. let v Iľanovu.

### Prvoligová bilance
| Ročník             | Zápasy | Góly | Minuty | Klub             |
| ------------------ | ------ | ---- | ------ | ---------------- |
| I. liga 1964/65    | 1      | 0    | 90     | TJ Tatran Prešov |
| CELKEM I. ČS. LIGA | 1      | 0    | 90     |                  |

## Trenérská kariéra
Po skončení hráčské kariéry se stal trenérem. Vedl postupně Iľanovo, Ploštín, Smrečany, Žiar, Duklu Liptovský Mikuláš a Liptovský Hrádok.

## Funkcionářská kariéra
Působil jako tajemník (sekretář) v Tatranu Liptovský Mikuláš, Liptovské Porúbce a Palúdzce. Pracoval také v LFZ (Liptovský futbalový zväz) v Liptovském Mikuláši jako předseda trenérsko-metodické komise a SsFZ (Stredoslovenský futbalový zväz) jako člen rady. Vykonával také funkci delegáta SFZ (Slovenský futbalový zväz).